# Mikkel-Museum

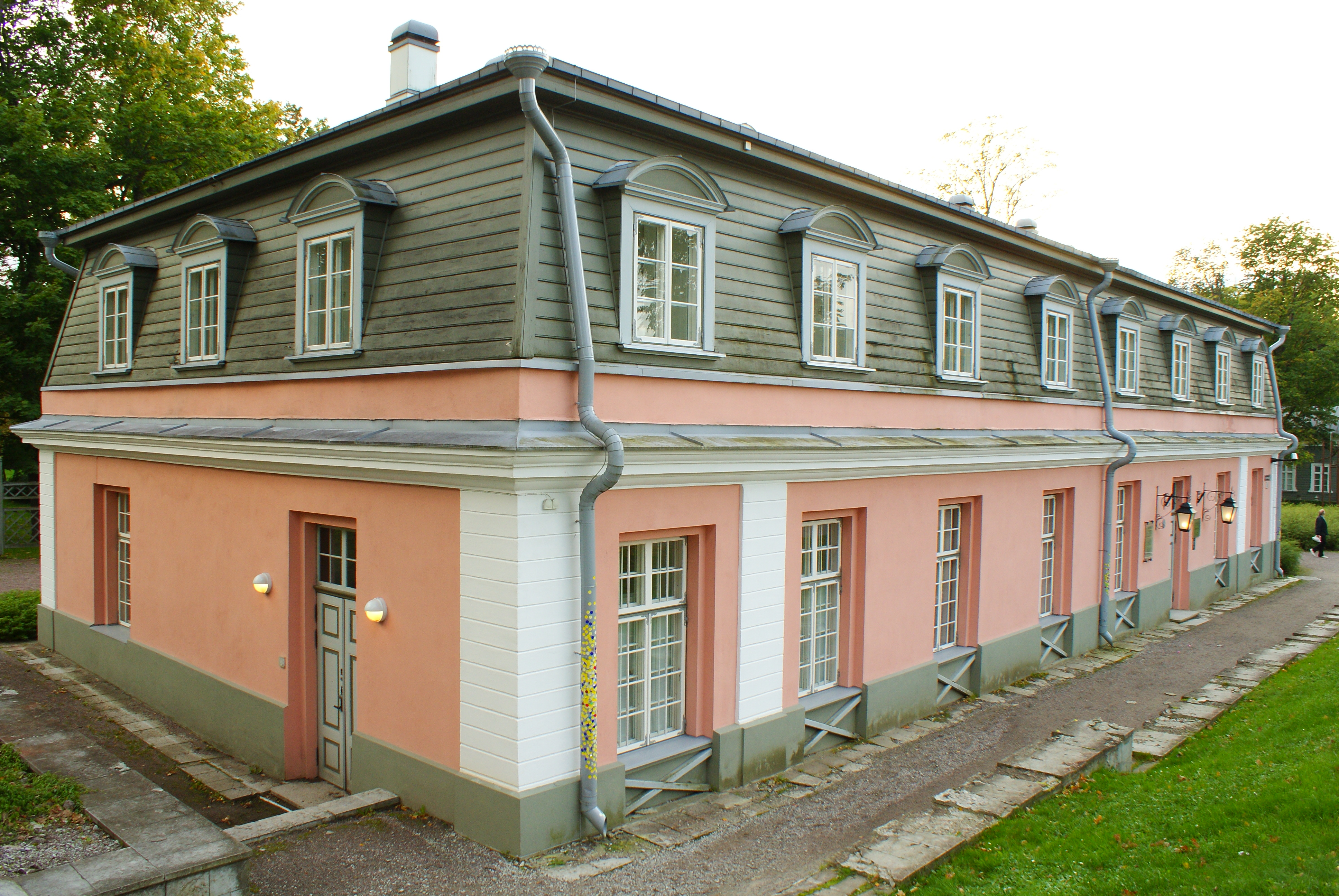
Das Mikkel-Museum im ehemaligen Küchengebäude von Schloss Kadriorg

Das Mikkel-Museum ist ein 1997 eröffnetes Kunstmuseum in Tallinn, das die Sammlung von Johannes Mikkel beherbergt und zum Kunstmuseum Estlands gehört. Das Museum befindet sich im Küchengebäude von Schloss Kadriorg im gleichnamigen Stadtteil der estnischen Hauptstadt. Die Sammlung umfasst estnische, europäische und chinesische Kunstwerke.

## Geschichte
1995 übertrug Johannes Mikkel seine Sammlung dem Kunstmuseum Estlands. Im Jahr 1996 wurde das ehemalige Küchengebäude des Schloss Kadriorg renoviert. Das Gebäude war 1754 einstöckig errichtet worden, in den 1820er-Jahren ließ Zar Nikolaus I. ein weiteres Stockwerk und ein Mansardendach ergänzen. Die Restaurierung führte das Kunstmuseum zusammen mit dem Laansoo Architekturbüro und der Architektin Katrin Etverk aus. Am 25. Juni 1997 wurde das Mikkel-Museum eröffnet.
Die Sammlung entstand vor allem nach dem Zweiten Weltkrieg, in dem Mikkel einen Großteil der Kunstwerke in seinem Besitz verloren hatte. Er führte mehrere Antiquariate und konnte so Kontakte knüpfen, die er für den Ausbau seiner eigenen Sammlung nutzte. Neben altmeisterlicher Grafik und Gemälden sammelte er vor allem chinesisches und europäisches Porzellan. In den 1970er-Jahren gelang es ihm, die grafische Sammlung von Woldemar Oldekop, einem der bedeutendsten estnischen Sammler der ersten Hälfte des 20. Jahrhunderts, zu erwerben.

## Sammlung
Die Sammlung umfasst über 600 Objekte. Die Porzellankollektion ist die umfangreichste in Estland. Sie umfasst Objekte aus Meißner Porzellan, aus der Manufacture royale de porcelaine de Sèvres, der Kaiserlichen Porzellanmanufaktur St. Petersburg und der Manufaktur Königlich Kopenhagen. Hinzu kommt vor allem blau und weiß koloriertes chinesisches Porzellan.
Die Grafik- und Gemäldesammlung hat einen besonderen Schwerpunkt auf der Kunst des Goldenen Zeitalters der Niederlande. Insgesamt umfasst sie Grafiken von Künstlern wie Albrecht Dürer, Lucas Cranach dem Älteren, Rembrandt van Rijn, Claude Lorrain, Adriaen van Ostade, Jacob van Ruisdael und Félicien Rops. Zur Gemäldesammlung gehören unter anderem Werke von Melchior de Hondecoeter und Jean François de Troy sowie der Werkstatt von Anthony van Dyck.

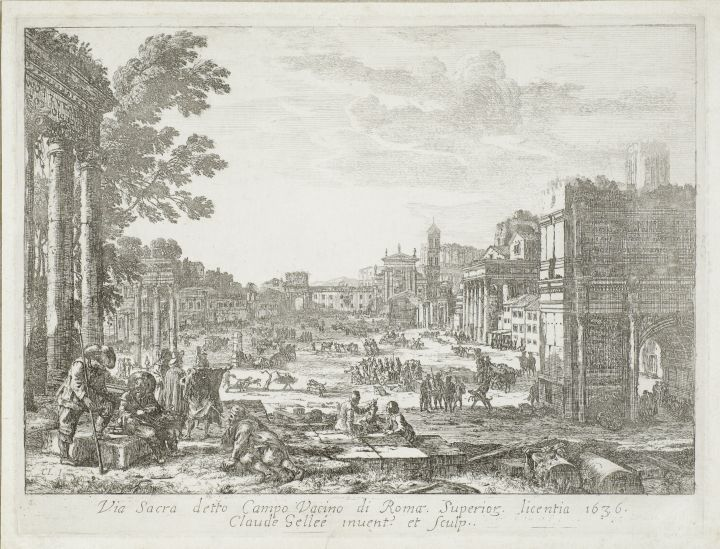
Claude Lorrain, Campo Vaccino, 1636
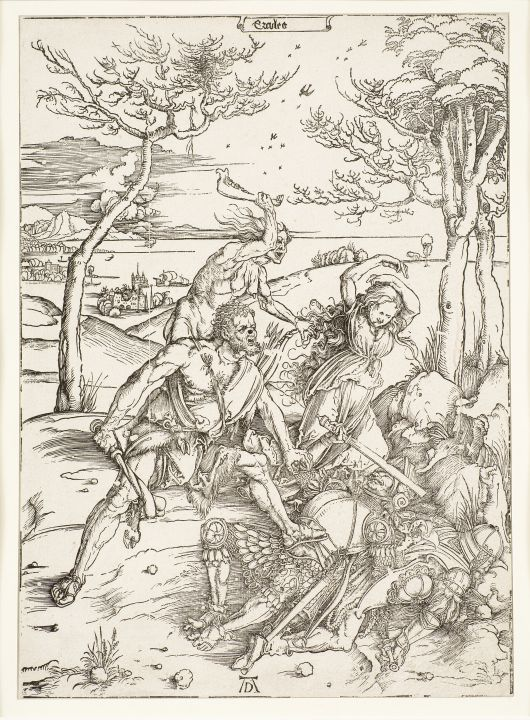
Albrecht Dürer, Herkules erobert die Molioniten, 1496–1498
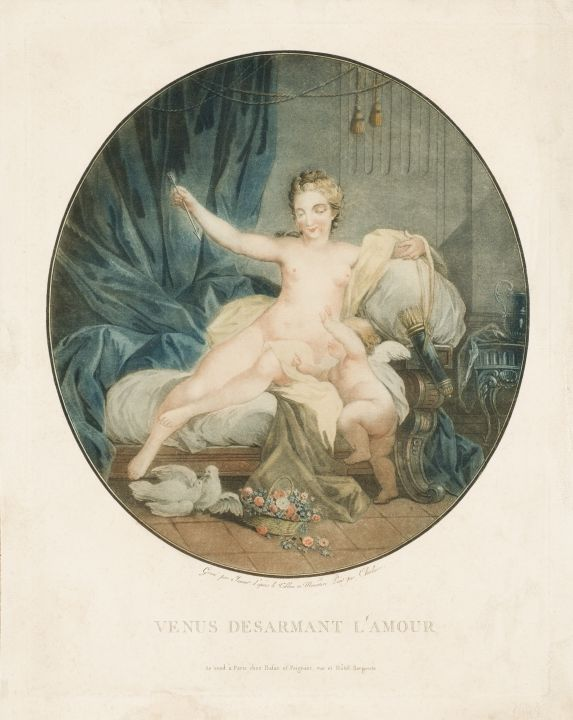
Jean François Janinet, Venus entwaffnet Amor, um 1768
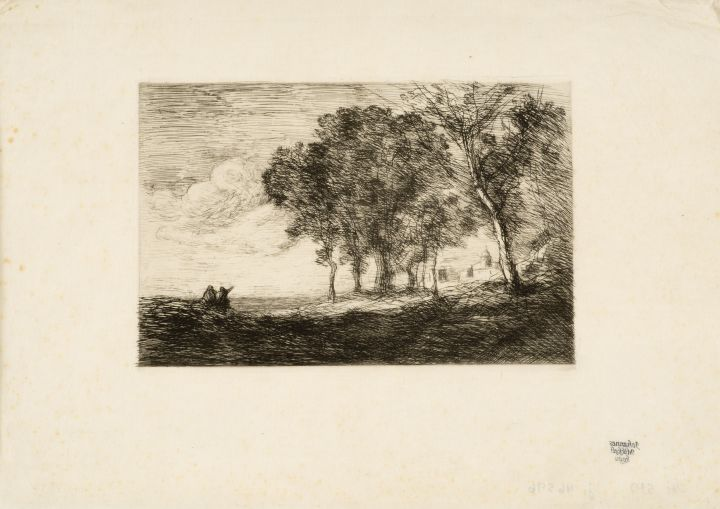
Jean-Baptiste-Camille Corot, Italienische Landschaft, 1865
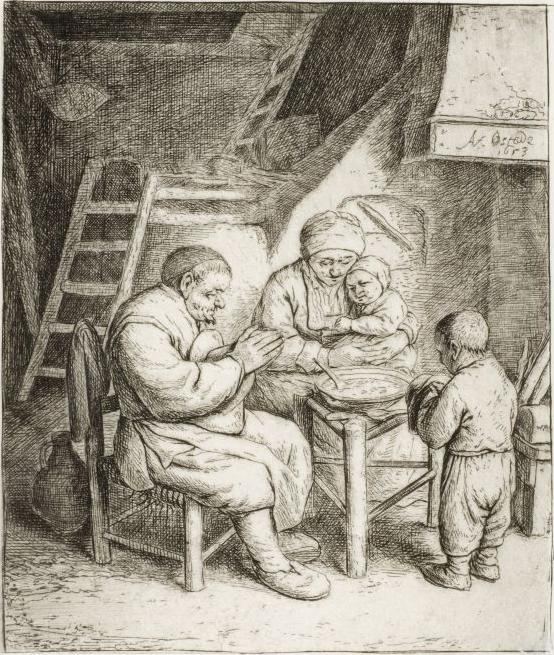
Adriaen van Ostade, Anmut, 1653